# Plastisphère

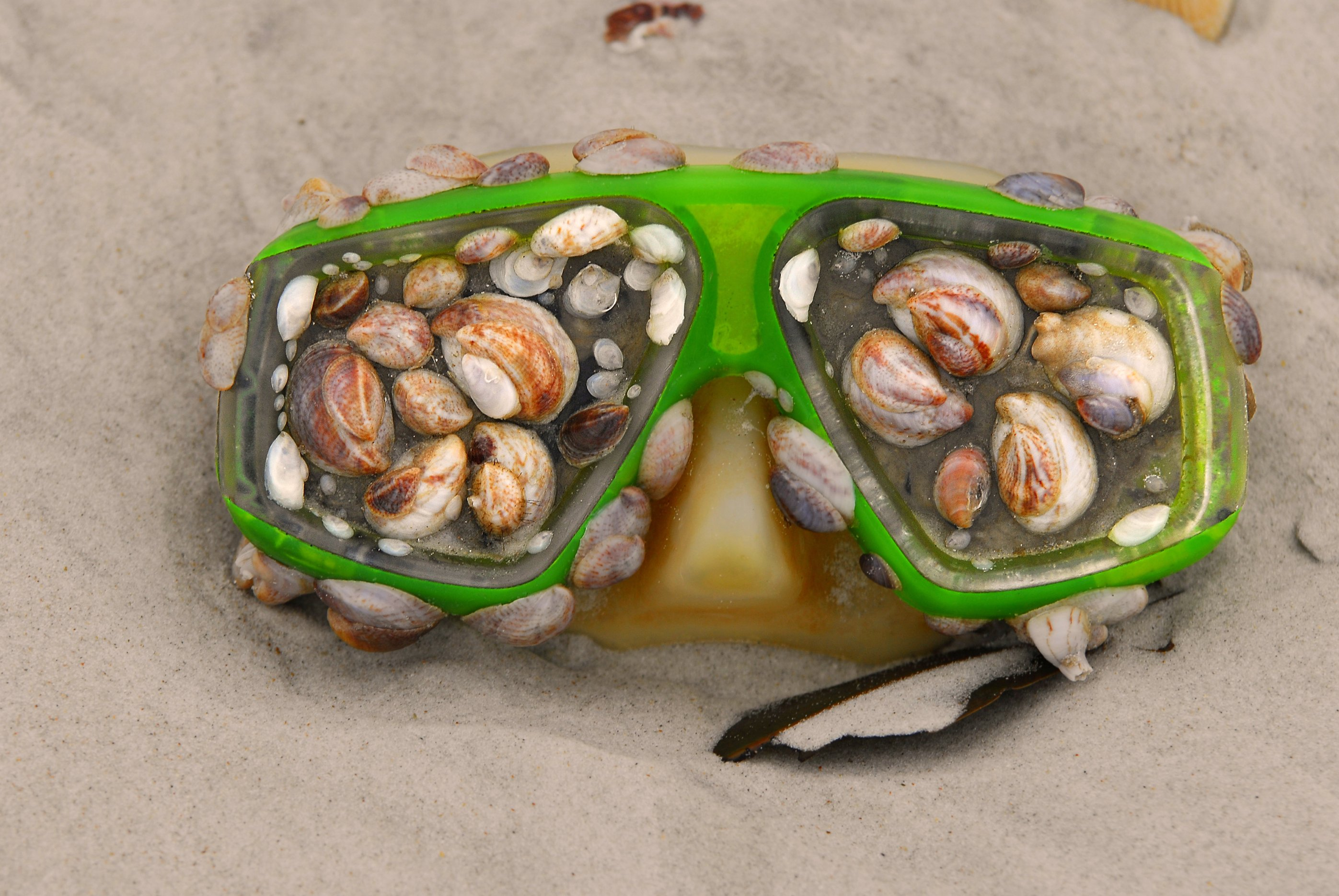

La plastisphère correspond aux écosystèmes constitués en grande partie de composants plastiques créés par l'homme, principalement les vortex de déchets présents dans les gyres océaniques. Il a été inventé par les biologistes néerlandais Erik et Linda Amaral-Zettler en 2013, qui ont découvert la présence de la bactérie Vibrio dans ce type d'environnement.

## Un écosystème reposant sur la pollution marine
Le plastique ayant pénétré les habitats marins abrite de nombreux micro-organismes. La nature hydrophobe des surfaces plastiques stimule la formation rapide de biofilms qui suscitent un large éventail d'activités métaboliques et entraînent la succession d'autres micro-et macro-organismes .
Dès les années 2010, des articles scientifiques établissent la prolifération d'une araignée d'eau vorace, Halobates sericeus (en), qui utilise les particules en suspension pour sa nidification. Une étude récente a identifié plus de 1000 espèces de bactéries et d'algues attachées aux débris microplastiques, y compris des membres du genre Vibrio, un genre qui comprend les bactéries responsables du choléra et d'autres affections gastro-intestinales. Certaines de ces bactéries brillent et il est supposé que cela attire les poissons qui mangent les organismes colonisant le plastique, qui se nourrissent ensuite de l'estomac des poissons . L'agencement et la composition de ce biotope possèdent des caractéristiques propres par rapport à ceux de la terre ferme.
La pollution plastique fournit une surface flottante plus durable que le matériau biodégradable pour transporter les organismes sur de longues distances, ce qui a pour conséquence de déplacer des microbes vers différents écosystèmes et potentiellement introduire des espèces envahissantes. Les micro-organismes trouvés sur les débris plastiques comprennent les autotrophes, les hétérotrophes et les symbiotes
L'écosystème créé par la plastisphère diffère des autres matériaux flottants naturels (c'est-à-dire les plumes et les algues), notamment en raison de la vitesse lente de la biodégradation. Il est plausible que les organismes accélèrent la biodégradation des matières plastiques en produits chimiques potentiellement dangereux.
Malgré le risque de contamination planétaire, les microbes participent à la décomposition de ces déchets, cependant de manière très lente dans les régions relativements froides et aux faibles concentrations de nutriments. D'un autre côté, comme le plastique est décomposé en fragments minuscules et éventuellement en microplastique, il est plus probable qu'il soit consommé par le plancton, qu'il entre dans la chaîne alimentaire et soit consommé par l'homme.
En 2023, plusieurs études ont montré que plusieurs dizaines d'espèces de fonges se nourrissent de matières plastiques en suspension dans l'eau, depuis plusieurs années dans les marais salants du Jiangsu (Chine). Ils sont notamment capables de dégrader le polycaprolactone, mais aussi le polypropylène – bien plus difficile à recycler.

## Galerie

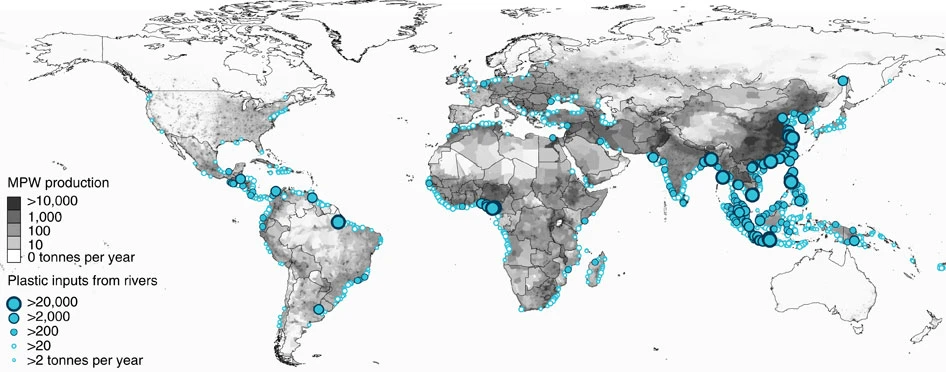
Plastique se déversant dans les océans, mesuré à l'embouchure des principaux fleuves (2017).
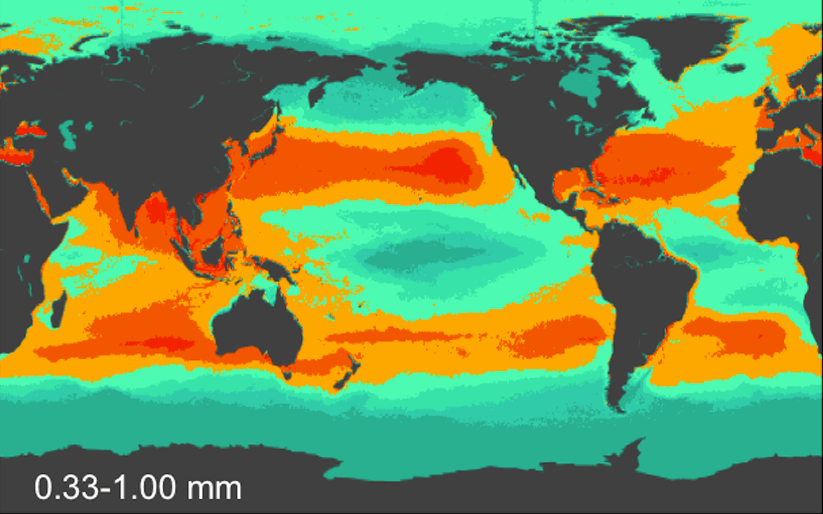
Densité de plastiques flottant de moins d'un millimètre dans l'océan Pacifique et Indien en particules par mètre carré.
Plastique non recyclé (ou absence de collecte) libéré dans l'environnement. En millions de tonnes par an.
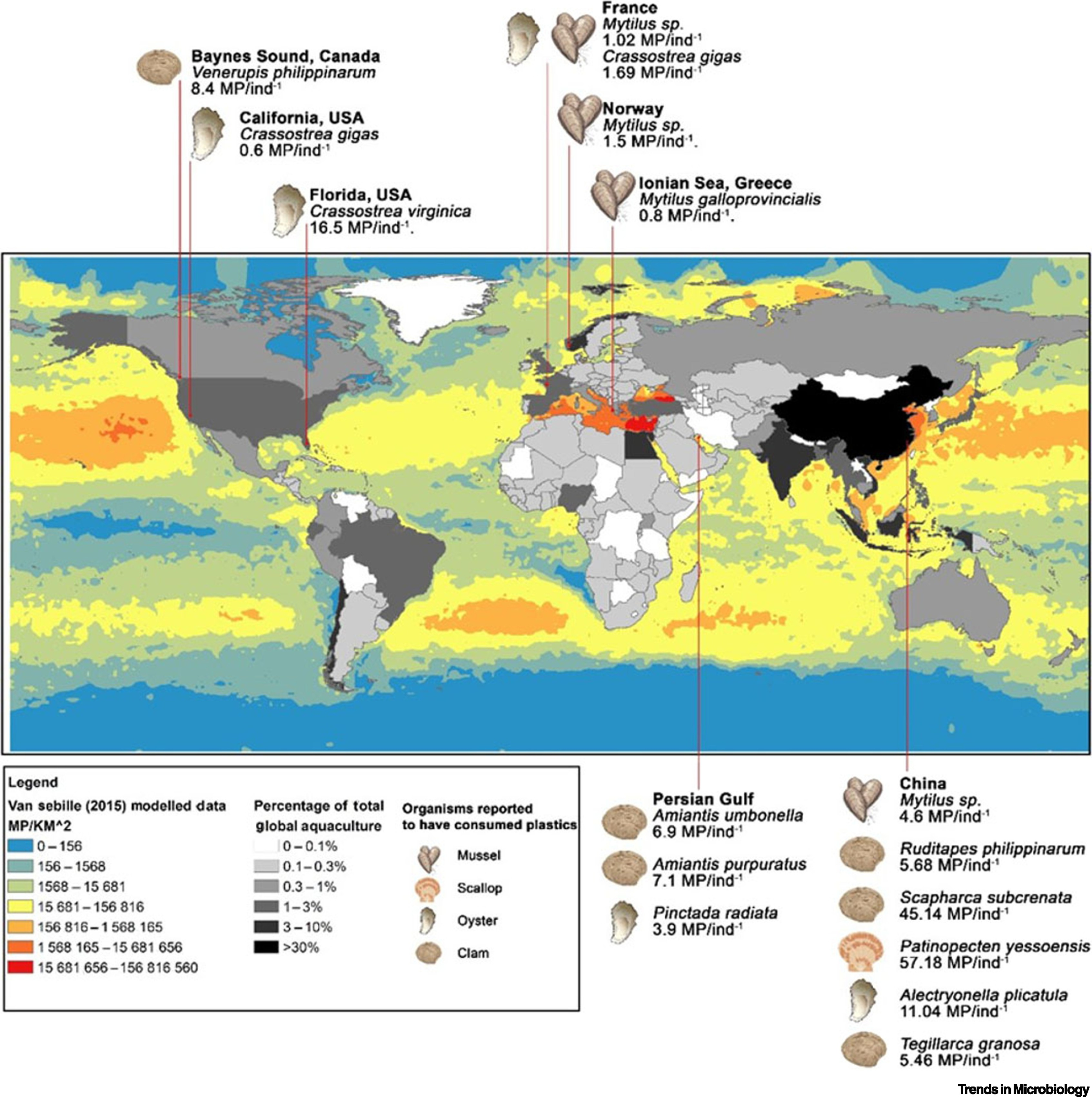
Concentration de microplastiques dans les coquillages, par région (2020).
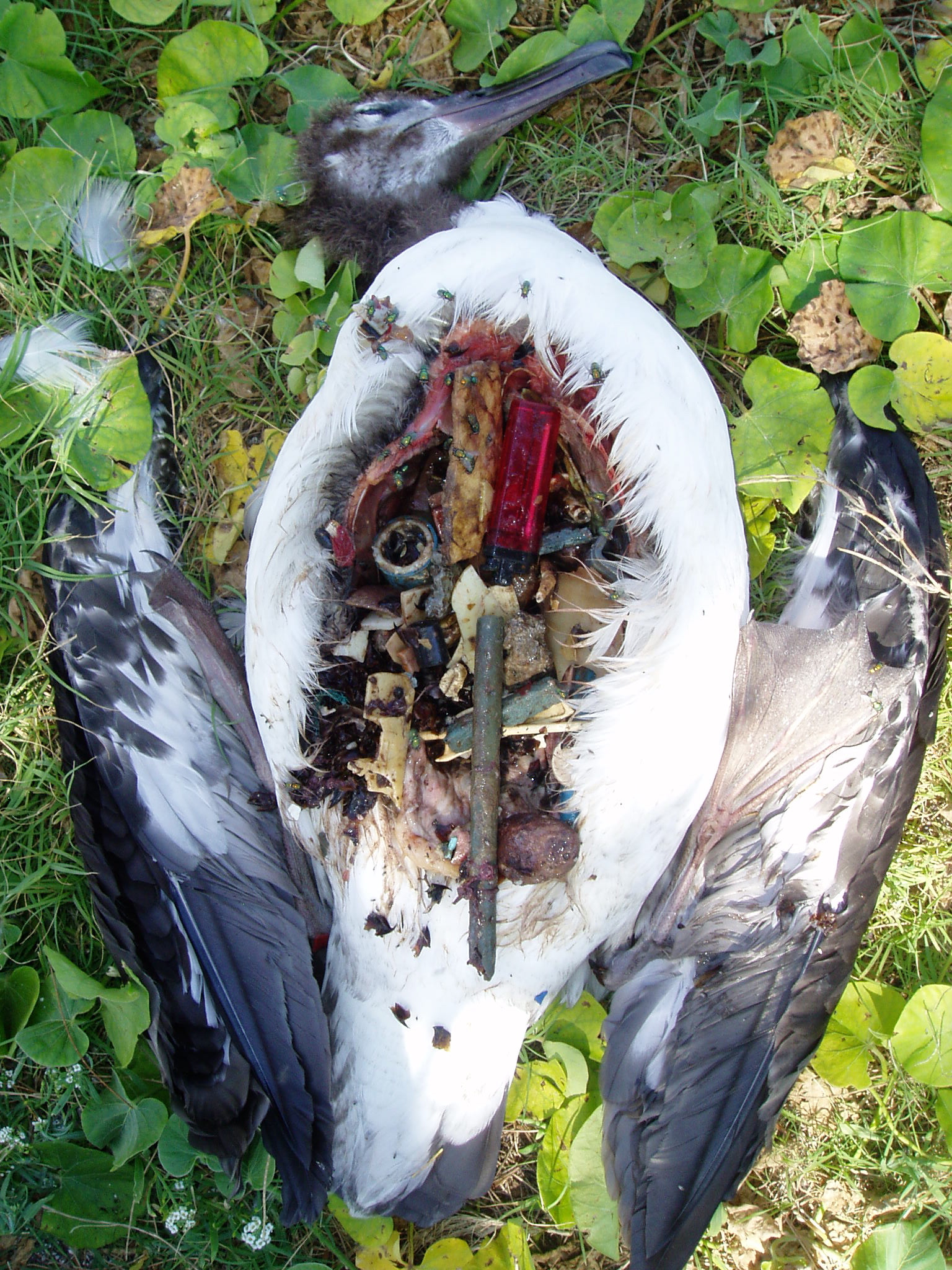
Ventre d'un albatros rempli de matières plastiques non dégradées.
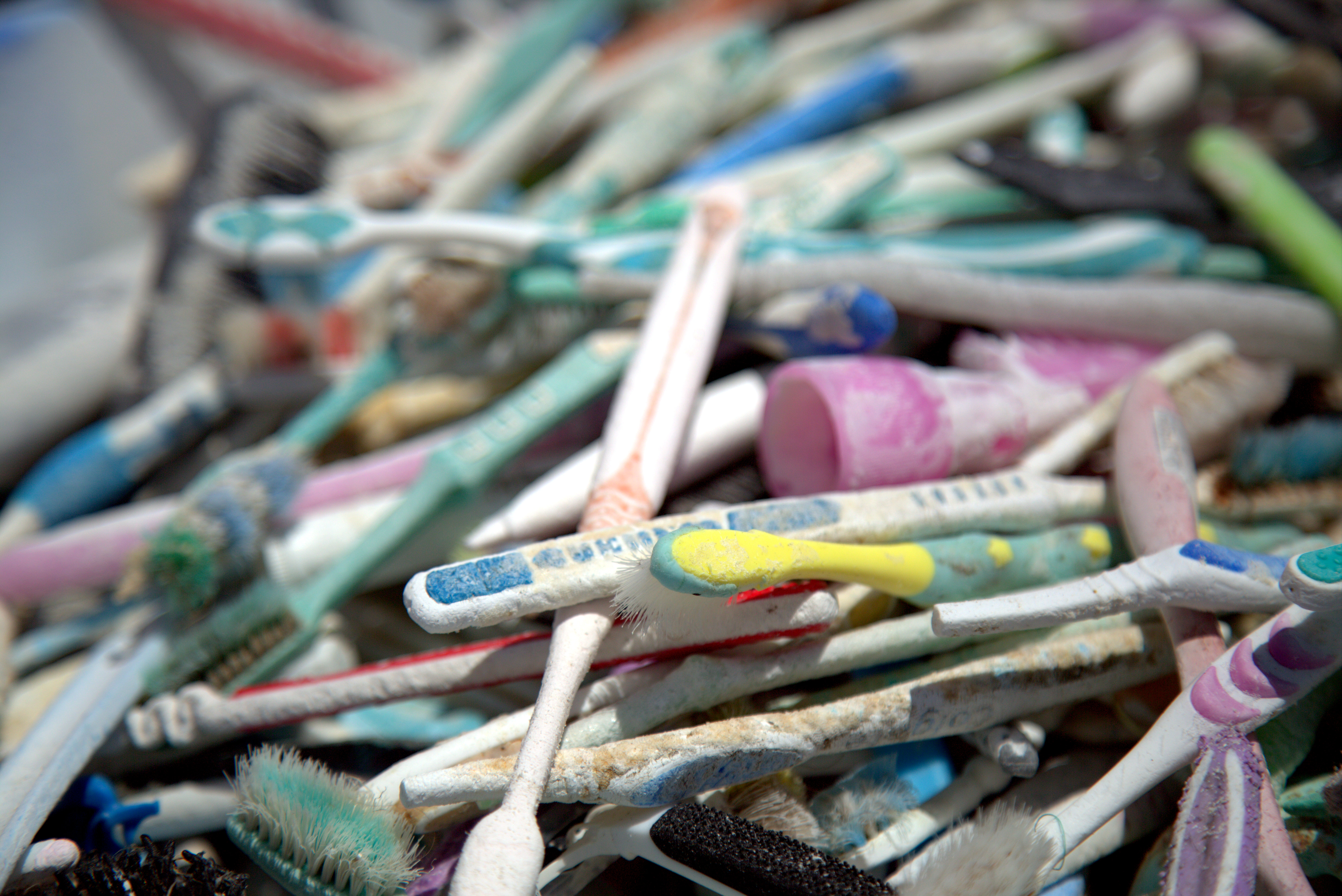
Brosses à dents en plastique, non bio-dégradables sur une échelle de temps de quelques dizaines d'années.
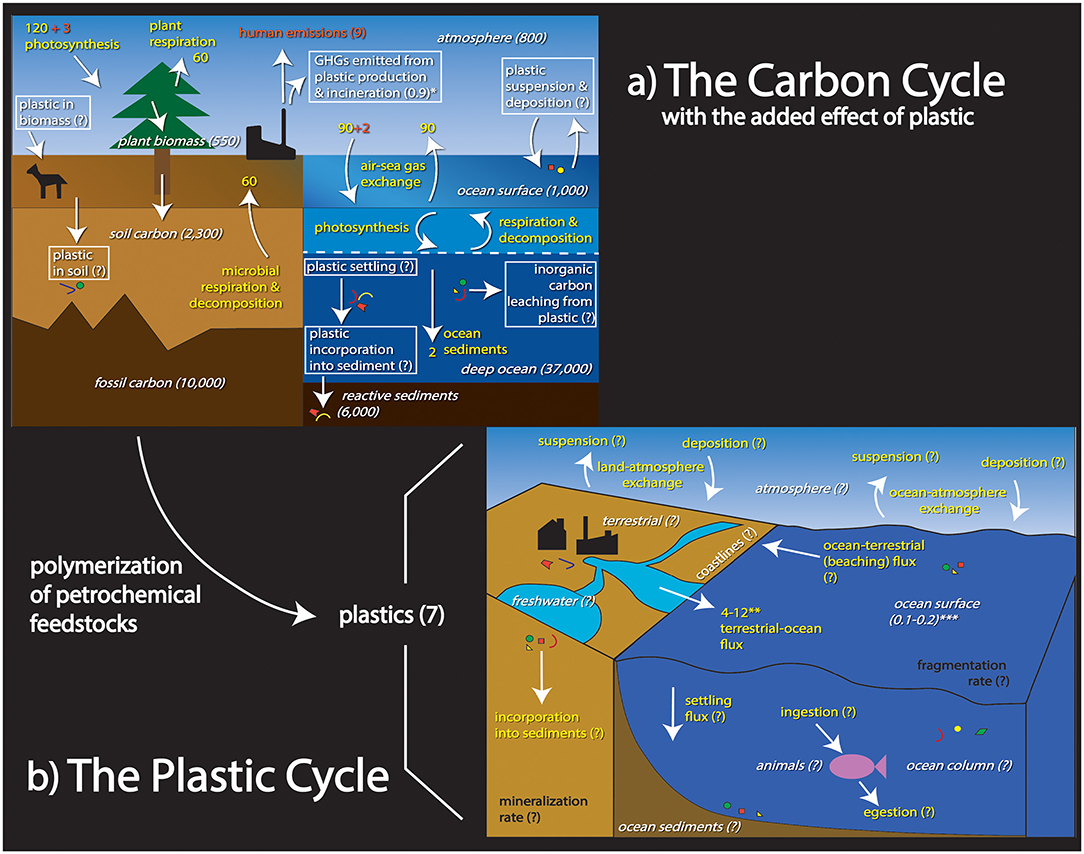
(en) Suivant le cycle de l'eau et le cycle du carbone, le cycle du plastique est un élément essentiel de la plastisphère.